# Браудер, Эрл
Эрл Ра́сселл Бра́удер (англ. Earl Russell Browder; 20 мая 1891 — 27 июня 1973) — американский политик. В 1930—1945 годах — генеральный секретарь Коммунистической партии США.

## Биография
Родился в Канзасе в семье служащего. В 1906—1912 годах — член Социалистической партии, в 1920 году вступил в Коммунистическую партию, в 1921 году избран в её ЦК. В 1921—1925 годах — заместитель председателя Лиги профсоюзной пропаганды. В 1930 году избран генеральным секретарём ЦК компартии США, в 1935 — членом Исполкома Коминтерна. В 1939—1942 годах на протяжении ряда месяцев отбывал тюремное заключение.
Во второй половине 1920-х годов Эрл Браудер был женат на Китти Харрис. По утверждению «The Telegraph», её брак с Браудером оказался бигамным. Второй женой политика была Раиса Беркман (1897—1955) — еврейка из Ленинграда, выпускница юридического факультета Петроградского университета. Один из их сыновей — математик Феликс Браудер, родившийся в Москве в 1927 году — впоследствии стал отцом Уильяма Браудера. Другие сыновья Эрла — математики Эндрю (1931—2019) и Уильям (старший) (1934—2025).

## «Браудеризм»
Поначалу оценив Новый курс Рузвельта как фашизм, Браудер впоследствии придерживался политики создания народного фронта и поддержки Нового курса президента Рузвельта, хотя и с постоянными требованиями к последнему о большей радикализации. К концу Второй мировой войны Браудер, видя растущую напряжённость между Вашингтоном и Москвой, стал отдаляться от СССР, предложив в 1944 году идею мирного сосуществования капитализма и советского социалистического строя.
Браудер предлагал распустить компартию, которая, по его мнению, становилась излишней, и создать беспартийную просветительскую организацию «Коммунистическая политическая ассоциация». Позиция Браудера получила название браудеризм. В мае 1944 года на XII съезде компартии США ему удалось провести резолюцию о роспуске компартии. Тем не менее в июле 1945 года XIII съезд отверг линию Браудера и восстановил компартию, а в феврале 1946 года Браудер и его сторонники были официально исключены из рядов КП США.
После этого до конца жизни Браудер выступал с нападками на компартию. В 1949 году прошёл ряд судебных процессов над обвинёнными в браудеризме членами компартий Венгрии и Чехословакии. Тем не менее в 1950 году Браудер участвовал в публичных дебатах с неортодоксальным троцкистом Максом Шахтманом под председательством Чарльза Райта Миллса, защищая социалистическую природу СССР.
В 1958 году Браудер написал книгу «Маркс и Америка», в которой отстаивал тезис, что марксистское учение неприменимо к условиям США.

## Основные работы
Browder Earl. Victory – and after. — New York: International Publishers, 1942. — 256 с.